# Carteria dissecta
Carteria dissecta là một loài tảo trong họ Chlamydomonadaceae, thuộc chi Carteria.